# هاتف خلوي (فلم 2016)
هاتف خلوي هو فيلم رعب تم إنتاجه في الولايات المتحدة وصدر في سنة 2016. الفيلم من إخراج تود ويليامز وكتابة ستيفن كينج وتود ويليامز. من بطولة جون كيوزاك وصامويل جاكسون وإزابيل فورمن وستيسي كيتش.

## القصة
كلاي ريدل فنان يعيش في مدينة نيو إنجلاند، لكنه يشهد على حدوث ظاهرة غريبة من نوعها، حيث تتلقى جميع الهواتف الخلوية حول العالم إشارة غامضة تتسبب في تحول البشر لكائنات غريبة ومؤذية، ويحاول كلاي استجماع قواه ومواجهة المسئول عن تلك الإشارة الغريبة وإنقاذ ابنه قبل فوات الأوان.تبداء احداث القصة بمطار أثناء اتصال البطل بعائلتة وحينها تصدر المفاجاءة بتحول كل من يتلقى اتصال إلى كائن شبية الزومبى ممايؤدى إلى اثارة حاله من الهلع والقتل بالمطار ينجو منها البطل ومن ثم يتجة للبحث عن ابنة

## وصلات خارجية
- مقالات تستعمل روابط فنية بلا صلة مع ويكي بيانات